# Szabados Mihály
Szabados Mihály (1972. január 24. –) színész, rendező.

## Pályafutása
Debrecenben nőtt fel. 1983–1985 között a Főnix Diákszínpad tagja volt. 1985–1990 között a debreceni Csokonai Nemzeti Színház színésze volt. 1990–1992 között a Szárnyak színháza mozgásművésze volt. 1992–1994 között a kaposvári Csiky Gergely Színházhoz szerződött. 1994–1995 között a Szatmárnémeti Színház tagja volt. 1995-től ismét a debreceni Csokonai Nemzeti Színház és a Thália Színház foglalkoztatta. A 2000-es években a szombathelyi Weöres Sándor Színház tagja volt. 2005-ben a Kamikaze Akciócsoport megalapítója volt. 2011 óta Kanadában él családjával. Itt végezte el a Second City konzervatóriumot.

## Színházi szerepei
- 1983 / 1990, Főnix, Diákszínpad, rend.: Várhidi Atilla
- 1985 / 1986, Karamazovok, Debreceni Csokonai Színház, rend.: Gali László
- 1992 / 1993, Woyzeck, Kaposvári Csíky G. Színház, rend.: Znamennák István
- 1993 / 1994 / 1995, Vőlegény, Radnóti Színház, rend.: Szikora János
- 1993 / 1994 / 1995, A bosszú, Bp-i Kamaraszínház, rend.: Forgách András
- 1994 / 1995 / 1996, Gondnok, Szatmárnémeti Színház, rend.: Bérczes László
- 1995 / 1996, A félkegyelmű, Debreceni Csokonai Színház, rend.: Lengyel György
- 1995 / 1996 / 1997, Redl, Thália Színház, rend.: Csizmadia Tibor
- 2000 / 2001, Két úr szolgája, Szolnoki Szigligeti Színház, rend.: Koltai M. Gábor
- 2002 / 2003, Woyzeck, Friends and Artist Los Angeles, rend: Szabados Mihály
- 2006 / 2007, Mandragóra, Aranytíz Teátrum, rend: Szabados Mihály
- 2006 / 2007, Sose halunk meg, Szolnoki Szigligeti Színház, rend: Szabó Máté
- 2006 / 2007, Fiú, leány, Kamara Savaria, rend: Barbinek Péter
- 2006 / 2007, Exit, rend: Marta Ljubkova
- 2006 / 2007, Czukor-show, Kamara Savaria, rend. Dömötör Tamás

## Filmszerepei
- A Strange Kind of Love (magyar kisjátékfilm, 2012)
- Munkaügyek (magyar vígjátéksorozat, 2012)
- Czukor Show (magyar játékfilm, 2010)
- Rózsaszín sajt (magyar-francia vígjáték, 2009)
- Made in Hungaria (magyar zenés vígjáték, 2009)
- Szuromberek királyfi (magyar mesefilm, 2007)
- Konyec – Az utolsó csekk a pohárban (magyar vígjáték, 2007)
- Szabadság, szerelem (magyar filmdráma, 2006)
- Tracking Jonatán magányos vacsorája, avagy: a lassú nyamnyogás titka (magyar kísérleti film, 2006)
- Téli mese (magyar játékfilm, 2006)
- The Guest (amerikai rövidfilm, 2005)
- Zsiguli (magyar vígjáték, 2004)
- Világszám! (magyar vígjáték, 2004)
- Na végre, itt a nyár! (magyar ifjúsági filmsorozat, 2002)
- Csocsó, avagy éljen május elseje! (magyar vígjáték, 2001)
- Sitiprinc (magyar filmdráma, 1999)
- Séta (magyar játékfilm, 1999)
- Nekem lámpást adott kezembe az Úr Pesten (magyar filmszatíra, 1999)
- Gyilkosok (magyar filmdráma, 1999)
- Gengszterfilm (magyar akciófilm, 1999)
- Visszatérés (Kicsi, de nagyon erős 2.) (magyar filmdráma, 1998)
- Szívlövés (amerikai-kanadai háborús filmdráma, 1998)
- Pesti mese: Óz, a nagy varázsló (magyar rövidfilm, 1998)
- Jobbágyfelszabadítás (magyar dokumentumfilm, 1998)
- Ámbár tanár úr (magyar vígjáték, 1998)
- A miniszter félrelép (magyar vígjáték, 1997)
- X polgártárs (amerikai filmdráma, 1995)
- Szamba (magyar filmszatíra, 1995)
- Patika (magyar vígjátéksorozat, 1995)
- Itt a földön is (magyar tévéfilm, 1994)
- Utrius színész (magyar filmdráma, 1993)
- Sose halunk meg (magyar játékfilm, 1993)
- Ezüstkor (magyar kisjátékfilm, 1993)
- Iskolakerülők (magyar filmdráma, 1989)
- Tűrhető Lajos (magyar ifjúsági film, 1988)
- A komáromi fiú (magyar tévéfilm, 1987)

## Díjak, elismerések
- Brighella-díj (2009)